# Flying Scotsman – Allein zum Ziel
Flying Scotsman – Allein zum Ziel (Originaltitel: The Flying Scotsman) ist ein Sportfilm-Drama aus dem Jahr 2006 von Regisseur Douglas Mackinnon mit Jonny Lee Miller in der Hauptrolle.

## Handlung
Graeme Obree wächst als Kind als Außenseiter auf, unter anderem wegen des Berufs seines schottischen Vaters, der Polizist ist. Er wird von gleichaltrigen aus seinem Viertel bedrängt, gedemütigt und schikaniert. Zu Weihnachten bekommt er von seinen Eltern ein Rennrad geschenkt, das ihm anfangs als Fluchtmittel vor seinen Peinigern dient, aber auch später sein bevorzugtes Fortbewegungsmittel bleibt.
Als Erwachsener lebt Graeme 1993 im schottischen Glasgow zusammen mit Frau Anna und einem kleinen Kind. Seinen eigenen Fahrradladen musste er aufgeben und er arbeitet nun als Fahrradkurier. Dabei lernt er den Arbeitskollegen Malky McGovern kennen, der ebenfalls radsportbegeistert ist und befreundet sich mit ihm.
Graeme kommt auf die Idee den Lenker seines Rennrades umzudrehen, um damit eine aerodynamischere Körperhaltung zu erreichen. Er erfährt, dass Chris Boardman in neun Wochen vorhat, den von Francesco Moser 1984 aufgestellten Stundenweltrekord von 51,15 km zu übertreffen. Er entscheidet sich den Weltrekord bereits in acht Wochen zu übertreffen und entwickelt dafür ein revolutionäres, neues Raddesign. Sein aus Ersatzteilen, Altmetall und Teilen einer Waschmaschine selbst zusammengebautes Fahrrad, das er streng nach den Gesetzen der Aerodynamik konstruiert und das ihm so eine extrem stromlinienförmige Sitzposition gestattet, tauft er auf den Namen Old Faithful.
Sein Freund Malky soll Sponsoren zur Finanzierung des Weltrekordversuchs auftreiben und wird zu seinem neuen Manager ernannt. Nachdem ein Sponsorenvertrag mit einer Firma geschlossen werden konnte, können sie das norwegische Hamar Stadion für 24 Stunden mitsamt offiziellen Zeitnehmern anmieten.
In Hamar wird Graeme von Malky mit einem neuen Rad überrascht, das Malky nach Graemes Vorgaben von Fahrraddesigner Mike Burrows fertigen ließ. Den Weltrekord verfehlt er um zwei Runden, doch will er gleich am nächsten Morgen nochmal einen Versuch starten. In der Nacht steht er alle zwei Stunden auf um Dehnübungen zu machen. Am nächsten Morgen erreicht er auf Old Faithful mit 51,59 km einen neuen Weltrekord. Wie so oft verfällt Graeme nach seinem Erfolg jedoch wieder in Depressionen, die später als Bipolare Störung diagnostiziert werden.
Eine Woche später übertrifft Chris Boardman in Bordeaux Graemes Weltrekord und erreicht 52,27 km. Graeme entscheidet sich nun, noch im selben Jahr bei der Bahnrad-WM 1993 in Hamar anzutreten, die bereits in fünf Wochen beginnt. Graeme tritt dort in der Einerverfolgung auf 4000 Meter an und trifft dort im Halbfinale auf seinen Erzrivalen Chris Boardman, der dort mit einem computerdesignten 500.000 Pfund teuren Profirad aus Carbonfasern gegen Graemes selbstgebauten Old Faithful antritt. Graeme schlägt Boardman mit einer neuen Weltrekordzeit und gewinnt auch das Finale der Weltmeisterschaft.
Im französischen St. Vallery nimmt er an einem Schaurennen teil und wird begeistert empfangen. Am Hauptsitz des Weltradsportverbands machen sich die Sportfunktionäre in der Zwischenzeit Sorgen über ihre lukrativen Sponsorenverträge, da den Herstellern teurer Profiräder nicht gefällt, dass mit Graeme jemand auf einem selbstgebauten Rad Rekorde bricht. Der Weltradsportverband verkündet daraufhin, dass sie die Sitzhaltung von Graeme für gefährlich und gegen die Richtlinien ansehen. Vor der Presse enthüllt Graeme daraufhin ein „sicheres Rennrad“ mit angeschraubten Stützrädern um die Argumentation der Sportfunktionäre lächerlich zu machen. Der Weltradsportverband lässt sich nun immer neue Richtlinien einfallen um Graeme zu behindern.
Bei der Bahnrad-WM 1994 in Palermo erlässt der Weltradsportverband in der Nacht vor dem Rennen eine neue Regel, die besagt, dass die Arme nicht an der Brust anliegen dürfen, was auf Graeme gezielt ist, da er der einzige Teilnehmer ist, der seine Arme an der Brust anliegen hat. Graeme wird schließlich disqualifiziert und verliert seinen Weltmeistertitel.
Graeme verfällt wieder in Depressionen und unternimmt einen Selbstmordversuch, doch der Strick, an dem er sich erhängen will, reißt und er überlebt. Er schafft eine Rückkehr in den Profisport bei der Bahnrad-WM 1995 in Bogotá, wo er wieder mit einer radikal neuen Sitzhaltung startet, bei der die Arme weit nach vorne gestreckt sind, was ihr auch den Namen Superman-Haltung gab. In der Einerverfolgung auf 4000 m gegen Andrea Collinelli holt er sich schließlich den WM-Titel zurück.

## Hintergrund
Der Film basiert auf der Lebensgeschichte von Graeme Obree, der als Berater am Film mitwirkte. Für den Spielfilm mussten allerdings einige Änderungen vorgenommen werden, insbesondere wurden Namen verändert, um rechtliche Probleme zu vermeiden. So wird der Weltradsportverband UCI im Film WCF genannt und aus dem niederländischen Vorsitzenden Hein Verbruggen wurde im Film ein Deutscher namens Ernst Hagemann.
Die Produktion des Filmes dauerte insgesamt 12 Jahre und kostete zumindest auf dem Papier rund 11 Millionen US-Dollar. 1994 fasste der Drehbuchautor Simon Rose den Plan, auf der Basis der Autobiografie Flying Scotsman: The Graeme Obree Story (deutscher Buchtitel: Flying Scotsman) einen Film zu produzieren. Der Beginn der Dreharbeiten war für 2002 geplant. Wenige Tage vor Drehbeginn starb ein wichtiger US-Investor, sodass die Finanzierung des Films nicht mehr gesichert war. Es dauerte weitere drei Jahre, bis mit Damita Nikapota die Vorproduktion gesichert wurde. Produzent Broughan zerstritt sich mit Regisseur Mackinnon und versuchte, den Regisseur zu feuern, dieser weigerte sich, das Projekt zu verlassen und konnte sich behaupten. Die Dreharbeiten zum Film begannen, als noch nicht alle Einzelheiten in trockenen Tüchern waren, es dauerte allerdings bis zum Filmschnitt, bis es offensichtlich wurde, dass die Finanzierung solch große Lücken hatte, dass der Film nicht fertiggestellt werden konnte. Die Produzenten hatten einen so hohen Schuldenberg angesammelt, dass die Produktionsfirma Insolvenz anmelden musste. Erst das Eingreifen der Produzentin Sara Giles mit einem Vorschuss von vier Millionen US-Dollar aus ihrem Privatvermögen ermöglichte schließlich die Fertigstellung des Films.
Die Dreharbeiten begannen am 7. Juli 2006 und endeten am 4. September 2006. Gedreht wurde in der schottischen Council Area East Ayrshire, in Glasgow und im Velodrom von Köln und Kaarst, sowie der Altstadt von Hattingen.
Der Film spielte an den Kinokassen weltweit rund 1,26 Millionen US-Dollar ein, davon rund 392.000 US-Dollar in Großbritannien und 100.000 US-Dollar in Deutschland. Im Verleihmarkt erzielte der Film in den ersten vier Wochen einen Umsatz in Höhe von 2,6 Millionen US-Dollar.
Die Weltpremiere fand am 14. August 2006 statt, als der Film das 60. Edinburgh International Film Festival eröffnete. Kinostart in Großbritannien war am 29. Juni 2007, in Deutschland am 5. Juli 2007.

## Kritiken
„Es ist ein gediegener, unaufgeregter Film, der in schönen, ruhigen Bildern die Radsport-Besessenheit des Protagonisten, seinen widerborstigen Charakter und den Kampf mit seinen inneren Dämonen Alkoholismus und Depression lebendig werden lässt. Der großartige Jonny Lee Miller (durch sein Rolle in ‚Trainspotting‘ bekannt geworden) spielt Obree als liebenswerten Getriebenen, der nur wenigen Leuten vertraut und zwischen Phasen brennenden Ehrgeizes und Perioden voller Zweifel und Selbsthass schwankt. […] Verzichtet hat der ansonsten sehr authentische Film dabei auf eine dramatische Episode, die Graeme Obree in seiner Autobiografie erzählt. Persönlich stellte sich UCI-Chef Hein Verbruggen in Palermo auf die Bahn, um Obree zu disqualifizieren – und konnte sich im letzten Moment mit einem Sprung vor dem unbeirrt auf ihn zurasenden fliegenden Schotten retten.“

„Der Kampf des Rebellen gegen das Establishment wird hier mit viel Witz inszeniert, aber Obrees Geschichte hat auch eine dunkle Seite, denn das sportliche Ausnahmentalent litt zeitweise unter schweren Depressionen. Und so droht der fliegende Schotte gleich zum Beginn des Films als ‚hanging Scotsman‘ zu enden.“

„Diese wahre Geschichte nutzen Regisseur Douglas Mackinnon und sein Hauptdarsteller Jonny Lee Miller, um nach Kräften echten Sportsgeist zu feiern. Leider hetzt der zunächst rührende und amüsante Film so schnell durch Obrees Leben wie der Held durch die Landschaft und gerät immer mehr von der Strecke ab, wenn er den zum Opfer hartnäckiger Kindheitstraumata und missgünstiger Funktionäre macht.“

„Nach der wahren Geschichte des Radweltmeisters Graeme Obree sympathisch gestalteter Sportfilm, der auf die üblichen Klischees des Genres verzichtet und sich zur spannenden Tragödie verdichtet.“

## Wissenswert
Bereits 1929 gab es einen The Flying Scotsman betitelten Film, der im Wesentlichen auf dem gleichnamigen Schnellzug spielt.